# Harold Bradley (gitarist)
Harold Bradley (Nashville, 2 januari 1926 – aldaar, 31 januari 2019) was een Amerikaans sessiegitarist. Hij is een van de meest opgenomen muzikanten ter wereld geweest. Voor de basgitaar ontwikkelde hij de tic-tac-stijl.

## Biografie
Bradley speelde als kind banjo en stapte over naar de gitaar toen zijn broer Owen hem overtuigde dat de banjo ooit uit de populariteit zou raken. Owen, bandleider bij de Nashvillese omroep WLAC, regelde begin jaren veertig ook dat Harold tijdens zijn schoolvakantie mee op tournee ging met Ernest Tubb. Na zijn highschool ging hij naar de marine en vervolgens studeerde hij aan het George Peabody College, een onderdeel van de Vanderbilt University in Nashville. Hij verdiende bij in achtergrondkoortjes tijdens optredens in de Grand Ole Opry.
Eind jaren veertig was Owen inmiddels een populair bandleider. In die tijd besloten beide broers een opnamestudio op te zetten onder de naam Castle Recording Studio. Een aantal jaren later bouwden ze een grotere studio waarin ze ook in stereo konden opnemen. Ongeveer rond deze tijd begon Harolds carrière als sessiemuzikant. Hij ontwikkelde een kwalitatieve en betrouwbare naam op. Voor de basgitaar ontwikkelde hij de tic-tac-stijl waarmee bastonen onderdrukt worden. Tijdens hun levens bleven beide broers nooit ver weg van elkaar.
Na afloop van zijn carrière is hij wel de meest opgenomen artiest ter wereld genoemd. Hij speelde voor bekende artiesten als Elvis Presley, Roy Orbison, Willie Nelson, Patsy Cline, Roger Miller, Tammy Wynette, Jeannie Riley, Johnny Horton, Eddy Arnold en Ray Price. Medio jaren zeventig was hij verantwoordelijk voor de arrangementen van de twee Amerikaanse elpees van Jack Jersey. In de jaren tachtig was hij bandleider voor Slim Whitman en toerde hij met Floyd Cramer.
Bradley was de eerste voorzitter van de afdeling Nashville van de National Academy of Recording Arts and Sciences en in de jaren negentig voorzitter van de afdeling Nashville (en enkele jaren later landelijk) van de American Federation of Musicians. Deze organisatie onderscheidde hem in 2006 met de Lifetime Achievement Award. In hetzelfde jaar werd hij opgenomen in de Country Music Hall of Fame.
- Library of Congress Control Number: n93012474
- MusicBrainz: e2de67ca-ca5e-45c1-b124-271d8ca626ce
- Nederlandse Thesaurus van Auteursnamen: 073849472
- Virtual International Authority File: 24790209
- WorldCat: E39PBJht9T6CbWjJjWPjpdxdQq